# Kazimierz Świtoń
Kazimierz Antoni Świtoń (ur. 4 sierpnia 1931 w Katowicach, zm. 4 grudnia 2014 tamże) – polski związkowiec, radiotelemechanik, działacz opozycji w okresie PRL, współtwórca Wolnych Związków Zawodowych Górnego Śląska, poseł na Sejm I kadencji.

## Życiorys

### Wykształcenie i działalność zawodowa
Syn Wojciecha i Marii. W 1950 ukończył Zasadniczą Szkołę Zawodową w Katowicach. Pracował jako elektromonter m.in. w latach 1946–1948 w Hucie Ferrum, od 1948 do 1955 w Szpitalu Miejskim w Katowicach, od 1955 do 1960 w Fabryce Superfosfatu, a w latach 1960–1968 w Zakładach Usług Radiowo-Telewizyjnych w Siemianowicach Śląskich. W 1967 w swoim mieszkaniu otworzył prywatny warsztat naprawy sprzętu RTV. W 1978 został pozbawiony koncesji na prowadzenie tej działalności ze względu na zaangażowanie opozycyjne. W 1982 przeszedł na rentę inwalidzką, następnie na emeryturę.

### Działalność publiczna w PRL
Był członkiem Stronnictwa Demokratycznego, z którego został wykluczony w 1977 po zaangażowaniu się w działalność opozycyjną, kiedy to przyłączył się do zainicjowanej przez KOR głodówki w kościele św. Marcina w Warszawie. Następnie był współtwórcą Ruchu Obrony Praw Człowieka i Obywatela na Śląsku, w swoim mieszkaniu zorganizował punkt konsultacyjno-informacyjny ROPCiO. 23 lutego 1978 wziął udział w powołaniu pierwszego w Polsce komitetu Wolnych Związków Zawodowych, redagował drugoobiegowy periodyk „Ruch Związkowy”.
Za podjęcie takiej działalności był zatrzymywany, tymczasowo aresztowany. 14 października 1978 został napadnięty przez nieumundurowanych milicjantów, gdy wychodził z Kościoła Świętych Piotra i Pawła w Katowicach. Pobito go, aresztowano i skazano na karę roku pozbawienia wolności za rzekome pobicie tych funkcjonariuszy. Sprawa została nagłośniona przez organizacje opozycyjne, wywołując zagraniczne protesty. Zwolniono go warunkowo 3 marca 1979.
Kontynuował działalność w podziemnych strukturach WZZ (do 31 sierpnia 1980), następnie przystąpił do „Solidarności”. Był sekretarzem zarządu Międzyzakładowego Komitetu Założycielskiego NSZZ „S” (do czasu usunięcia z powodu konfliktu z jego przewodniczącym Andrzejem Rozpłochowskim) i członkiem zarządu Regionu Śląsko-Dąbrowskiego. Po wprowadzeniu stanu wojennego internowano go na okres około trzech miesięcy, zwolniony z uwagi na stan zdrowia. W 1983 został na krótko aresztowany po próbie wstawienia tablicy upamiętniającej poległych w trakcie pacyfikacji strajku w kopalni „Wujek”.
Pod koniec lat 80. ponownie włączył się w działalność związkową, wchodząc w skład władz śląsko-dąbrowskiej „Solidarności”. W 1989 został przewodniczącym rady naczelnej Chrześcijańsko-Demokratycznego Stronnictwa Pracy. Bez powodzenia kandydował do Sejmu kontraktowego z rekomendacji tego ugrupowania (w okręgu tym wybory wygrał Adam Michnik z Komitetu Obywatelskiego).

### Działalność publiczna w III RP
W 1990 został przewodniczącym lokalnej partii – Górnośląskiej Chrześcijańskiej Demokracji. W wyborach w 1991 jako jej kandydat uzyskał mandat posła na Sejm I kadencji z ramienia Ruchu Autonomii Śląska. Zasiadał w Komisji Handlu i Usług, Komisji Administracji i Spraw Wewnętrznych oraz w Komisji Stosunków Gospodarczych z Zagranicą i Gospodarki Morskiej.
4 czerwca 1992 w trakcie debaty nad odwołaniem popieranego przez niego rządu Jana Olszewskiego oświadczył z mównicy, że prezydent Lech Wałęsa znalazł się na tzw. drugiej liście jako agent SB. Jego wypowiedź wykreślono z oficjalnego stenogramu na wniosek Jana Rokity. W tym samym roku przystąpił do klubu parlamentarnego Ruchu dla Rzeczypospolitej. W 1993 bezskutecznie ubiegał się o reelekcję z ramienia komitetu wyborczego Porozumienie Centrum-Zjednoczenie Polskie.
W 1998 wystąpił przeciwko planowanemu usunięciu z terenu otoczenia obozu KL Auschwitz, tzw. żwirowiska, krzyża upamiętniającego wizytę Jana Pawła II. Prowadził głodówkę, zainicjował akcję stawiania nowych krzyży. Z terenu żwirowiska został usunięty w 1999 przez funkcjonariuszy policji po wejściu w życie nowej ustawy o ochronie miejsc pamięci, regulującej m.in. kwestie ich otoczenia. 27 maja 1999 został zatrzymany pod zarzutem posiadania materiałów wybuchowych. Na bazie tych wydarzeń powstał film dokumentalny Żwirowisko – ostatnia niedziela w reżyserii Magdaleny Łazarkiewicz.
W 2000 został w pierwszej instancji wyrokiem Sądu Rejonowego w Oświęcimiu skazany na karę 6 miesięcy pozbawienia wolności z warunkowym zawieszeniem jej wykonania na dwuletni okres próby i karę grzywny za znieważenie Sejmu RP oraz za znieważanie innych narodów (Niemców i Żydów).
W 2001 bezskutecznie kandydował do Senatu z ramienia KWW Ruch Obywateli Krzywdzonych przez Władzę.
Opublikował listę „znanych Żydów doprowadzających Polskę do ruiny”, przewodniczył Ruchowi Ratowania Narodu Polskiego. Współpracował z Leszkiem Bublem, a z listy jego Polskiej Partii Narodowej w 2005 bez powodzenia kandydował do Sejmu. W 2008 założył Stowarzyszenie Pamięci Polaków Zamordowanych przez Niemców w KL Auschwitz im. św. Maksymiliana Marii Kolbego i stanął na jego czele.
W sierpniu 2010 brał udział w proteście przeciw przeniesieniu do jednego z kościołów krzyża postawionego przez grupę harcerzy przed Pałacem Prezydenckim w Warszawie po katastrofie lotniczej w Smoleńsku z 10 kwietnia 2010.
W wyborach samorządowych w 2010 bez powodzenia ubiegał się o mandat radnego sejmiku śląskiego z listy Narodowego Odrodzenia Polski, a w 2014 z rekomendacji KWW Oburzeni. W wyborach parlamentarnych w 2011 był kandydatem do Senatu z ramienia Konfederacji Godność i Praworządność (komitetu wyborczego zorganizowanego z inicjatywy Adama Słomki).
Zmarł 4 grudnia 2014 w Katowicach. Następnego dnia Sejm uczcił jego pamięć minutą ciszy. Pochowany na cmentarzu Bonifratrów w Katowicach.

## Życie prywatne
W 1953 zawarł związek małżeński z pochodzącą z Mazur Dorotą Janeczko, z którą miał czterech synów i dwie córki. Kazimierz Świtoń był katolikiem.

## Odznaczenia
Zarządzeniem prezydenta RP na uchodźstwie Ryszarda Kaczorowskiego w 1990 został odznaczony Krzyżem Kawalerskim Orderu Odrodzenia Polski. W 2016 pośmiertnie odznaczony Krzyżem Wolności i Solidarności.